# قيقب حاد
قيقب حاد (الاسم العلمي:Acer argutum) هو نوع من النباتات يتبع جنس القيقب من الفصيلة الصابونية.